# Duk
Luís Henriques de Barros Lopes (Portugal, 16 de febrero de 2000), también conocido como Duk, es un futbolista caboverdiano que juega como delantero en el C. D. Leganés de la Segunda División de España.

## Estadísticas

### Clubes
Actualizado al último partido disputado el 23 de abril de 2022.
| Club                       | Div.          | Temporada     | Liga  | Liga  | Liga   | Copas nacionales | Copas nacionales | Copas nacionales | Copas internacionales | Copas internacionales | Copas internacionales | Total | Total | Total  |
| Club                       | Div.          | Temporada     | Part. | Goles | Asist. | Part.            | Goles            | Asist.           | Part.                 | Goles                 | Asist.                | Part. | Goles | Asist. |
| -------------------------- | ------------- | ------------- | ----- | ----- | ------ | ---------------- | ---------------- | ---------------- | --------------------- | --------------------- | --------------------- | ----- | ----- | ------ |
| S. L. Benfica "B" Portugal | 2.ª           | 2019-20       | 1     | 0     | 0      | —                | —                | —                | —                     | —                     | —                     | 1     | 0     | 0      |
| S. L. Benfica "B" Portugal | 2.ª           | 2020-21       | 21    | 3     | 0      | —                | —                | —                | —                     | —                     | —                     | 21    | 3     | 0      |
| S. L. Benfica "B" Portugal | 2.ª           | 2021-22       | 20    | 8     | 0      | —                | —                | —                | —                     | —                     | —                     | 20    | 8     | 0      |
| S. L. Benfica "B" Portugal | Total club    | Total club    | 42    | 11    | 0      | 0                | 0                | 0                | 0                     | 0                     | 0                     | 42    | 11    | 0      |
| Aberdeen F. C. Escocia     | 1.ª           | 2022-23       | 33    | 16    | 2      | 6                | 2                | 0                | —                     | —                     | —                     | 39    | 18    | 2      |
| Aberdeen F. C. Escocia     | Total club    | Total club    | 33    | 16    | 2      | 6                | 2                | 0                | 0                     | 0                     | 0                     | 39    | 18    | 2      |
| Total carrera              | Total carrera | Total carrera | 75    | 27    | 2      | 6                | 2                | 0                | 0                     | 0                     | 0                     | 81    | 29    | 2      |